# Елені Влаху
Елені Влаху (грец. Ελένη Βλάχου, 18 грудня 1911, Афіни — 14 жовтня 1995) — грецька журналістка і редактор.

## Біографія
Елені Влаху народилась. Писала статті як журналіст, кінокритик і оглядач газети «Катемеріні», якою володів її батько Георгіос Влахос. У 1951 році вона сама стала власницею видання. 1955 року Влаху заснувала спільно зі своїм чоловіком Константіносом Лундрасом щотижневий журнал і в 1961 році газету «Месімвріні».
У період грецької військової диктатури Влаху та Лундрас згорнули будь-яку видавничу діяльність, тому що цензура, яку було введено після військового перевороту, унеможливила вільну журналістику. 4 жовтня 1967 року обидва були поміщені під домашній арешт. Наприкінці грудня 1967 року Влаху втекла до Англії. Лундрас залишився в Греції. Він був заарештований у серпні 1968 року на рік, а після звільнення йому біло заборонено виїзжать з країни. Влаху ж здобула собі авторитет як публіцист у вигнанні, присвячуючи майже усі свої статті боротьбі проти військової хунти.
У знак вшанування пам'яті Елені Влаху у Греції заснована премія її імені, якою нагороджуються журналісти за особливі досягнення в галузі європейської та міжнародної співпраці.